# 8e régiment d'artillerie
Pour les articles homonymes, voir 8e régiment.
 (décembre 2024).
Si vous disposez d'ouvrages ou d'articles de référence ou si vous connaissez des sites web de qualité traitant du thème abordé ici, merci de compléter l'article en donnant les références utiles à sa vérifiabilité et en les liant à la section « Notes et références ».
Le 8e régiment d'artillerie (8e RA) (également appelé 8e régiment d'artillerie à pied) est un régiment d'artillerie de l'Armée de terre française créé sous la Révolution à partir du régiment des Colonies artillerie un régiment français d'Ancien Régime.
Il est dissous en 2013. Son drapeau a été confié au groupement de recrutement et de sélection Nord-Est (GRS NE).

## Création et différentes dénominations
- 20 juillet 1791 : 8e régiment d'artillerie
- 1794 : 8e régiment d'artillerie à pied ;
- 21 mai 1816 : régiment d'artillerie à pied de Rennes ;
- 16 août 1820 : 8e régiment d'artillerie à pied
- 16 mars 1854 : 8e régiment d'artillerie montée ;
- 10 mai 1872 : 8e régiment d'artillerie ;
- 1er septembre 1883 : 8e régiment d'artillerie de campagne ;
- 5 mars 1919 : régiment d'artillerie de marche 8/264 ;
- 1er juin 1919 : 8e régiment d'artillerie de campagne ;
- 1er mars 1923, il devient le 8e régiment d'artillerie divisionnaire ;
- Juillet 1940 : dissolution ;
- 1er janvier 1945 : reconstitué dans une structure à trois groupes ;
- 15 avril 1946 : le 8e régiment d'artillerie est réduit à un groupe ;
- 1er avril 1949 : le 8e régiment d'artillerie est reconstitué ;
- 1955 : 8e groupe d'artillerie
- 30 novembre 1963 : dissolution
- 16 mai 1964 : 8e régiment d'artillerie ;
- 25 juin 2013 : dissolution
- 25 avril 2017 : le drapeau du 8e RA est confié au groupement de recrutement et de sélection Nord-Est (GRS NE) de Vandœuvre-lès-Nancy [1] ;
- 2019 : le GRS NE prend l’appellation de groupement de recrutement et de sélection Nord-Est - 8e régiment d’artillerie (GRS NE - 8e RA).

## Chefs de corps
- septembre 1793 : Charles Nicolas d'Hennezel
- 20 mai 1794 : Sylvain François des Bordes (*)
- 20 avril 1802 : Louis Tirlet (**)
- 29 octobre 1803 : Claude Charles Aubry (**)
- 11 novembre 1809 : Armand Joseph Henri Digeon (*)
- 1er octobre 1813 : Baron Pierre Louis Auguste Caron (*)
- 25 avril 1816 : Jean-Baptiste-Charles Gauldrée-Boilleau
- 21 mai 1830 : Jacques Marie Antoine de Bérauville
- 28 mai 1833 : Bravy Joseph Molin
- 4 septembre 1841 : Charles Emmanuel de Mainville
- 29 décembre 1847 : Antoine Nicolas Lyautey
- 17 avril 1850 : Adolphe Charles Lherbette
- 6 mai 1853 : Anatole de Viviès
- 31 mars 1856 : Augustin Jacques Patrice de Fadates de Saint-Georges
- 30 décembre 1858 : Manuel Philippe Jacques Pré de Arros
- 12 mai 1866 : Philippe Georges Charles Picot de Lapeyrouse
- 29 février 1872 : Marie François Joseph de Miribel
- 1875 : colonel de Contamine
- 1880 : colonel Jaubert
- 1886 : colonel Barjon
- 1887 : colonel d'Aumale
- 1888 : colonel Michon
- 1893 : colonel Boucly
- 1896 : Alfred Frédéric Édouard Pistor
- 1898 : colonel d'Astier de la Vigerie
- 1905 : colonel Desaleux
- 1907 : colonel Berrot
- 1910 : colonel Deprez
- 1914 : colonel Mauger
- 1915 : lieutenant-colonel Schneider
- 19/01/1916 - 17/01/1917 : colonel Walch
- du 13 janvier au 1er février 1917 : chef d'escadron Paul Kauffer
- du 15 février au 24 août : lieutenant-colonel Brosse
- du 25 août 1917 au 4 juin 1918 : lieutenant-colonel Paul Kauffer
- 1918 :  lieutenant-colonel Holtzapffel
- 1919 : colonel Fondeur
- 1920 : colonel Hauser
- 1921 : colonel Bouquillon
- 1923 : colonel Séguinau de Préval
- 1927 : colonel Desrons
- 1928 : colonel Mathieu de Vienne
- 1931 : colonel Misseray
- 1933 : colonel Arnoult
- 1935 : colonel Vauthier
- 1936 : colonel Drot
- 1940 : colonel Delmotte - Colonel (du 5 avril au 1er août 1940)
- 1945 : colonel Bodinat - Lieutenant-colonel (jusqu'au 22 mars)
- 1945 : colonel Bègue
- 1946 : colonel Fonquernie
- 1948 : colonel Belorgey
- 1950 : colonel de Chergé
- 1952 : colonel Companyo
- 1954 : lieutenant-colonel Drapier (du 10 avril au 5 juillet)
- 1954 : colonel Brunet
- du 1er août au 24 septembre 1955 : chef d'escadron de Valence de Minardière (Premier Groupe)
- 1955 : lieutenant-colonel Jost (Premier Groupe)
- 1955 : chef d'escadron Petitpas (Quatrième Groupe)
- 1956 : chef d'escadron Lecoubs (Quatrième Groupe)
- 1957 : chef d'escadron Roux (Premier Groupe)
- 1958 : chef d'escadron Dubreuil (Quatrième Groupe)
- 1959 : chef d'escadron Calvino (Premier Groupe)
- 1960 : chef d'escadron Barthier (Quatrième Groupe)
- 1961 : lieutenant-colonel Pontfort  (Premier Groupe)
- 1962 : chef d'escadron Heim (Quatrième Groupe)

- 1964 : lieutenant-colonelPoupet
- 1965 : lieutenant-colonel Maître
- 1967 : lieutenant-colonel Trotereau
- 1969 : lieutenant-colonel Cassagne
- 1971 : lieutenant-colonel Bouissac
- 1973 : lieutenant-colonel Barbotin
- 1975 : lieutenant-colonel Vaillant
- 1977 : lieutenant-colonel Richard
- 1979 : lieutenant-colonel Delbos
- 1981 : colonel Menanteau
- 1983 : colonel Crène
- 1985 : colonel Corrigou
- 1987 : colonel Burtschell
- 1990 : colonel Bariller
- 1992 : colonel Frère
- 1994 : colonel Fournier
- 1996 : colonel Courly
- 1998 : colonel Ayasse
- 2000 : colonel Delamarre
- 2002 : colonel Razat
- 2004 : colonel Plateaux
- 2006 : Michel Ledanseur
- 2008 : colonel Culot
- 2010 : colonel Ferrando
- 2012 : lieutenant-colonel Riche
- 2015-2017 : Philippe Jouve
- 2017-2019 : Anne-Henry Budan de Russé
- depuis 2019 : Xavier Thiébaut

(*) Officiers qui devinrent par la suite généraux de brigade.
(**) Officiers qui devinrent par la suite généraux de division.

## Historique des garnisons, combats et bataille du8eRA

### Révolution et Empire
Un décret de l'Assemblée nationale, en date du 20 juillet 1791, a réuni le régiment d'artillerie des colonies à l'artillerie de terre qui a pris le numéro 8, devenant le « 8e régiment d'artillerie ».
Le passage du régiment du service de la marine au service de la guerre fut ordonné le 27 août 1792. Les compagnies et le dépôt quittèrent Lorient pour se rendre à Rennes, et le 1er bataillon du 8e régiment d'artillerie y est formé par le général Canclaux, et sous le commandement provisoire du chef de brigade Pommeyrols, le 16 mars 1793. Les compagnies qui étaient hors de France restèrent jusqu'à nouvel ordre dans une situation indéterminée avec un dépôt particulier à Lorient. Cet état de choses cessa après un décret de formation, signé à Lorient le 16 juin 1793, par les représentants du peuple près l'armée des côtes de Brest, Merlin, Gillet et Cavaignac. 
En 1793, le 8e régiment d'artillerie se trouve engagé dans la guerre de Vendée.
En 1794, affecté à l'armée du Nord, il se trouve au siège de Bois-le-Duc.
Les compagnies embarquées reçurent l'ordre de revenir en Europe, et quand il y en eut 6 à Lorient, le 2e bataillon y est organisé, le 25 décembre 1795. Il ne manquait que les 4 compagnies stationnées dans l'Inde. Pendant ce temps les compagnies disponibles avaient été partagées entre les armées du Nord et de l'Ouest.
En 1800, le dépôt se transporte à Douai. 
En 1801, il assiste à la bataille d'Algésiras. Le régiment est réorganisé à Douai, en exécution de l'arrêté des consuls du 18 octobre 1801. Cette opération eut lieu le 29 décembre suivant au quartier Saint Sulpice. Il y avait 7 compagnies présentes. Sept autres étaient cantonnées à Ostende, Dunkerque, Le Havre, Rennes. Cinq étaient dans l'Inde. Les 14e et 19e compagnies, depuis 17 ans à l'Île de France, y furent incorporées dans des compagnies d'artillerie appartenant au 3e régiment d'artillerie. Le dépôt forma 2 nouvelles compagnies pour les remplacer. Une partie du 7e régiment d'artillerie à cheval licencié est également versée dans le « 8e régiment d'artillerie à pied », au début de l'année 1802. 
En 1802, dans le cadre de l'expédition de Saint-Domingue, une compagnie participe à la défense de de la colonie. 
En 1804, le régiment avait 4 compagnies au camp d'Utrecht et 6 dans le Hanovre et les autres faisaient partie des garnisons des places maritimes, depuis Boulogne jusqu'à Flessingue. 
En 1805, il assiste à la bataille d'Austerlitz.
En 1807, durant la bataille de Friedland, les 14e et 18e compagnies attachées au 8e corps de la Grande Armée, font des ravages dans les lignes ennemies.
En 1808, le dépôt est transporté à Boulogne, et 4 compagnies sont dirigées sur l'armée de Dalmatie.
 
Une partie du régiment engagée en Espagne, participe à la bataille de Somosierra en 1808, aux batailles d'Uclès et d'Almonacid en 1809, au siège de Ciudad Rodrigo en 1810, au siège de Tarragone et à la bataille Chiclana-Barrosa en 1811
L'année suivante, le colonel Digeon était avec 2 compagnies à l'armée d'Espagne. Le 16 août 1809, la 22e compagnie se trouve au combat contre la flotte anglaise près de Terneuse. 
Affecté à l'armée d'Allemagne, dans le cadre de la campagne d'Allemagne et d'Autriche en 1809, il participe aux batailles d'Eckmühl, d'Essling, de Wagram et de Znaïm.
Le dépôt du 8e régiment d'artillerie est transféré de Boulogne à Douai en août 1810, puis à Anvers en décembre 1811 et y reste jusqu'à la chute de l'Empire. 
En 1812, les 1re, 4e, 10e, 12e 13e, 14e, 15e, 16e, 17e, et 18e compagnies participent à la campagne de Russie et se trouvent engagées dans les batailles de La Moskova, de Krasnoï et de La Bérézina.

Voici la position des compagnies au 1er juillet 1812 :
- 1re compagnie en Russie
- 2e compagnie en Espagne
- 3e compagnie à Naarden
- 4e compagnie en Russie
- 5e compagnie à Le Helder
- 6e compagnie en Espagne
- 7e compagnie au Sénégal
- 8e compagnie à Delft
- 9e compagnie à Delft
- 10e compagnie en Russie
- 11e compagnieau Portugal
- 12e compagnie en Russie
- 13e compagnie en Russie
- 14e compagnie en Russie
- 15e compagnie en Russie
- 16e compagnie en Russie
- 17e compagnie en Russie
- 18e compagnie en Russie
- 19e compagnie à Flessingue
- 20e compagnie à Boulogne
- 21e compagnie à Boulogne
- 22e compagnie en Espagne

En 1813, dans le cadre de la campagne d'Allemagne, une partie du régiment est engagée au combat de Lunebourg et aux batailles de Lützen, de Bautzen, de Dresde et de Leipzig.
En 1814, pendant la campagne de France, le régiment combat à Craonne, Laon et Paris.
Situation des compagnies au 1er juillet 1814, après la première abdication de Napoléon Ier :
- État-major à Douai
- 1re compagnie à Douai
- 2e compagnie à Bayonne
- 3e compagnie faite prisonnière en Saxe le 2 avril 1813
- 3e compagnie bis à Douai
- 4e compagnie faite prisonnière à Stettin
- 4e compagnie bis à Douai
- 5e compagnie à Douai
- 6e compagnie à Douai
- 7e compagnie à Douai
- 7e compagnie bis à Douai
- 8e compagnie faite prisonnière à Stettin
- 8e compagnie bis à Douai
- 9e compagnie à Douai
- 10e compagnie à Douai
- 11e compagnie à Vincennes
- 12e compagnie à Douai
- 13e compagnie à Douai
- 14e compagnie à Vincennes
- 15e compagnie faite prisonnière à Dresde
- 16e compagnie à Douai
- 17e compagnie faite prisonnière en Saxe le 2 avril 1813
- 17e compagnie bis à Douai
- 18e compagnie à Douai
- 19e compagnie à Douai
- 20e compagnie à Douai
- 21e compagnie faite prisonnière à Dantzig
- 21e compagnie bis à Douai
- 22e compagnie à Douai
- 23e compagnie à Douai
- 24e compagnie à Douai
- 25e compagnie à Douai
- 26e compagnie à Douai
- 27e compagnie à Landau
- 28e compagnie à Landau

Le régiment est réorganisé à Douai, le 1er septembre 1814, par le général Taviel, et il reçoit 4 compagnies et le dépôt du 9e régiment d'artillerie qui venait d'être licencié. 
Après l'achèvement de cette opération, le 8e régiment d'artillerie quitte Douai le 3 février 1815, pour se rendre à Rennes. A peine installé dans cette ville, il y reçoit les ordres contradictoires du gouvernement de la Restauration et de celui de l'Empire. 
Le 18 mars 1815, 6 compagnies (les 5e, 6e, 7e, 8e, 9e et 10e compagnies) sont envoyées, à marches forcées, pour Orléans afin de s'opposer à la marche de l'Empereur. Le 20 mars, les 4 premières compagnies sont appelées à Vincennes par l'Empereur. Ces 10 compagnies participent à la campagne de Belgique et se retrouvent à Waterloo. 
Voici la position des compagnies après la catastrophe :
- 1re compagnie au 6e corps vers la Loire
- 2e compagnie au 6e corps vers la Loire
- 3e compagnie au 6e corps vers la Loire
- 4e compagnie à Villers-Cotterêts
- 5e compagnie à Amboise
- 6e compagnie à La Fère
- 7e compagnie à La Fère
- 8e compagnie à La Fère
- 9e compagnie à La Fère
- 10e compagnie à Vincennes
- 11e compagnie à La Rochelle
- 12e compagnie à Nantes
- 13e compagnie à Rennes
- 14e compagnie à Angers
- 15e compagnie à Cherbourg
- 16e compagnie à Cherbourg
- 17e compagnie à Brest
- 18e compagnie à Brest
- 19e compagnie à Port-Louis
- 20e compagnie à Belle-Île-en-Mer
- 21e compagnie en mer revenant de la Guadeloupe

Les compagnies qui avaient pris part à la guerre reçurent l'ordre de se rendre à La Rochelle. Elles y sont licenciées au nombre de 12, par le général Berge, le 5 novembre 1815.
 
L'état-major, le dépôt, les 13e, 17e, 18e et 20e compagnies sont licenciés à Brest, le 6 novembre, par le colonel Charles Louis Brouet, directeur d'artillerie. 

Les autres compagnies ont subi le même sort dans les places qu'elles occupaient. La 21e compagnie est réformée au Havre, où elle venait de débarquer en provenance de la Guadeloupe.

### De 1816 à 1852
Le 21 mai 1816, l'organisation d'un nouveau 8e régiment d'artillerie à pied, qui prend le titre de « régiment de Rennes » est reconstitué et complété par l'appel des anciens canonniers encore liés au service des départements du Finistère, des Côtes-du-Nord, du Morbihan, de l'Ille-et-Vilaine de la Loire-Inférieure et de la Manche. 
En 1816, le régiment est en garnison de Rennes, puis il est à Toulouse en 1819.
En 1823, les (1re à 8e compagnies font partie des troupes envoyées pour l'expédition d'Espagne et combattent La Corogne et au Trocadéro puis en 1828 pour l'expédition de Morée pour soutenir les insurgés grecs lors de la guerre d'indépendance grecque, et participe à la prise du château de Morée et au Coron.
Le régiment se trouve à Valence en 1825, Toulouse en 1829,
En 1828, il participe à l'intervention française en Morée.
L'organisation de 1829, effectuée le 21 mai 1830, lui a enlevé 10 compagnies qu'il a cédées au 10e régiment d'artillerie, et lui a donné en échange 3 compagnies du 2e régiment d'artillerie à cheval et 5 compagnies du 1er régiment d'artillerie à pied.
En 1831-1832, les 2e, 10e et 14e batteries) participent à la campagne de Belgique et assistent au siège d'Anvers.
De 1832 à 1854 la 15e batterie se trouve en Algérie.
Il se trouve en poste à La Fère en 1831, à Metz en 1835, Toulouse en 1842, Besançon en 1845, Metz en 1849, La Fère en 1850 et Vincennes en 1853.
En 1834, il verse au 13e régiment d'artillerie 1 batterie à cheval, 1 batterie montée et 1 batterie à pied.
En 1849, la 16e batterie fait partie du corps expéditionnaire de la Méditerranée envoyée combattre la République romaine et participe au siège de Rome.

### Second Empire
Le 6 mars 1854, il devient le 17e régiment d'artillerie à cheval.
À la suite du décret du 14 février 1854, le régiment est formé à Toulouse le 16 mars, sous le nom de « 8e régiment d'artillerie montée ». Il se trouve composé de 8 batteries du 3e régiment d'artillerie et 8 batteries du 7e régiment d'artillerie.
En 1854-1855, les 1re, 2e, 3e, 4e, 7e, 8e et 15e batteries se trouvent, dans le cadre de la guerre de Crimée, à l'armée d'orient et participent aux Batailles de l'Alma, d'Inkerman, et de Traktir ainsi qu'au siège de Sébastopol.
En 1857 les 1re et 5e batteries participent à l'expédition de Kabylie.
En 1859 les 6e, 9e et 13e batteries participent à la campagne d'Italie et se trouvent engagées aux batailles de Montebello, de Magenta et de Solférino.
Il reprend rapidement la ronde des garnisons : Toulouse (1854-1857), Rennes (1857-1861), Douai (1861-1865), Metz (1865-1868), La Fère (1868-1870). Puis le rythme s'accélère : Vincennes le 6 septembre 1870, Rennes le 11 septembre, Saint-Omer le 11 mars 1871, puis Aire-sur-la-Lys le 28 avril 1871.
En 1870, lors de la guerre franco-prussienne, les 5e à 9e batteries affectées à l'Armée du Rhin sont présentes aux batailles de Borny, de Rezonville, de Saint-Privat et de Ladonchamps.

Les 3e, 4e, 10e, et 11e batteries, affectées à l'Armée de Châlons, assistent aux batailles de Mouzon, de Bazeilles et de Sedan.

Les 13e, et 16e batteries, participent aux Défenses de Paris, la 1re batterie bis se trouve à Soissons et la 2e batterie à la  défense de Longwy. 

Le 18e à 25e batteries affectées à l'armée de la Loire assistent aux batailles de Beaune-la-Rolande et de Patay.
Les 20e, 21e, 23e bis batteries engagées avec l'Armée de l'Est combattent à Villersexel.

### De 1872 à 1914
Avec la réorganisation du 28 avril 1872, le nouveau 8e régiment d'artillerie mixte est créé le 10 mai 1872. Il transforme sa 11e batterie montée en batterie à cheval qui prend le n° 14 et reçoit la 4e batterie du 17e régiment d'artillerie à cheval qui prend le n° 13. Il verse 3 de ses batteries au 17e régiment d'artillerie, 1 batterie au 20e régiment d'artillerie, 2 batteries au 25e régiment d'artillerie et 2 batteries au 27e régiment d'artillerie.
Il s'installe sur plusieurs garnisons. De 1872 à 1873, il est à Lille, Calais et Aire-sur-la-Lys. 
En conséquence du décret du 28 septembre 1873, une nouvelle modification place l'unité à la 6e brigade d'artillerie. Il perd a cette occasion ses deux batteries à cheval qui passent l'une au 25e régiment d'artillerie et l'autre au 32e régiment d'artillerie.
De 1873 à 1883, il est à Châlons-s-Marne, Toul, Longwy, Montmédy.
Le 1er septembre 1883, il devient le 8e Régiment d'Artillerie de Campagne. De 1883 à 1887 son dépôt est à Châlons-sur-Marne, de 1887 à 1894 le régiment stationne à Nancy, Toul et Châlons. De 1894 à 1914, il est resserré sur Nancy et ressort sous le général Adrien Dubouays de la Bégassière.

### Première Guerre mondiale

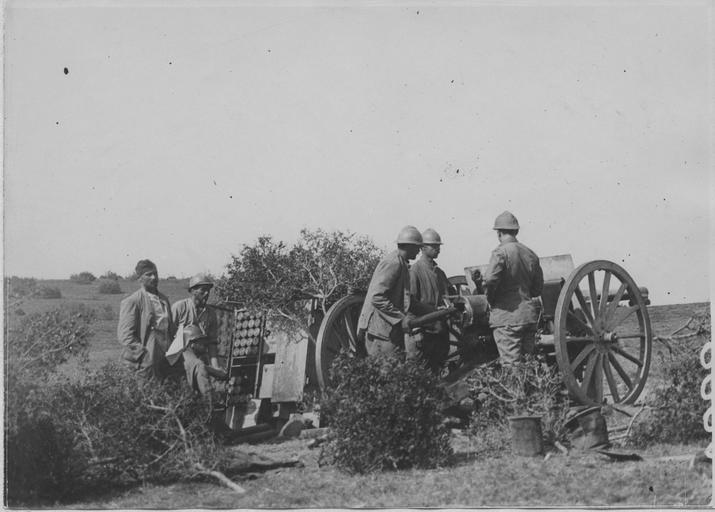
Un canon de la, détachée par le 8e RAC à l'armée française d'Orient, dans le secteur de Doïran en août 1916.

#### Affectation
En casernement à Nancy et Lunéville, le régiment, rattaché à la 20e brigade d'artillerie, constitue l'appui feu de la 11e division d'infanterie (la division de fer), du 20e corps d'armée commandé par le général Foch.
Composition : 3 groupes de 9 batteries de 75. 
Le 4e Groupe (10 et 11e Batteries à cheval) à la 2e division de cavalerie
Sa conduite exemplaire en Lorraine en 1914 et à Verdun en 1916 lui vaut deux citations à l'ordre de l'armée et l'attribution de la fourragère de la croix de guerre.
Il est articulé en 3 groupes d'active équipés du canon de 75 mm. Voici les lieux et les dates où il a fait campagne pendant cette guerre.

#### 1914
- Lorraine (E. Nancy, Vic-s-Seille) du 15 au 18 août;
- Morhange du 19 au 21 août;
- Grand Couronné (NO. Lunéville) du 21 août au 16 septembre;
- La Somme (Bray) du 25 septembre au 20 octobre;
- Artois (SO. Arras) d'octobre au 2 novembre;
- Flandres (N.Ypres) du 8 novembre 1914 au 18 avril 1915.

#### 1915

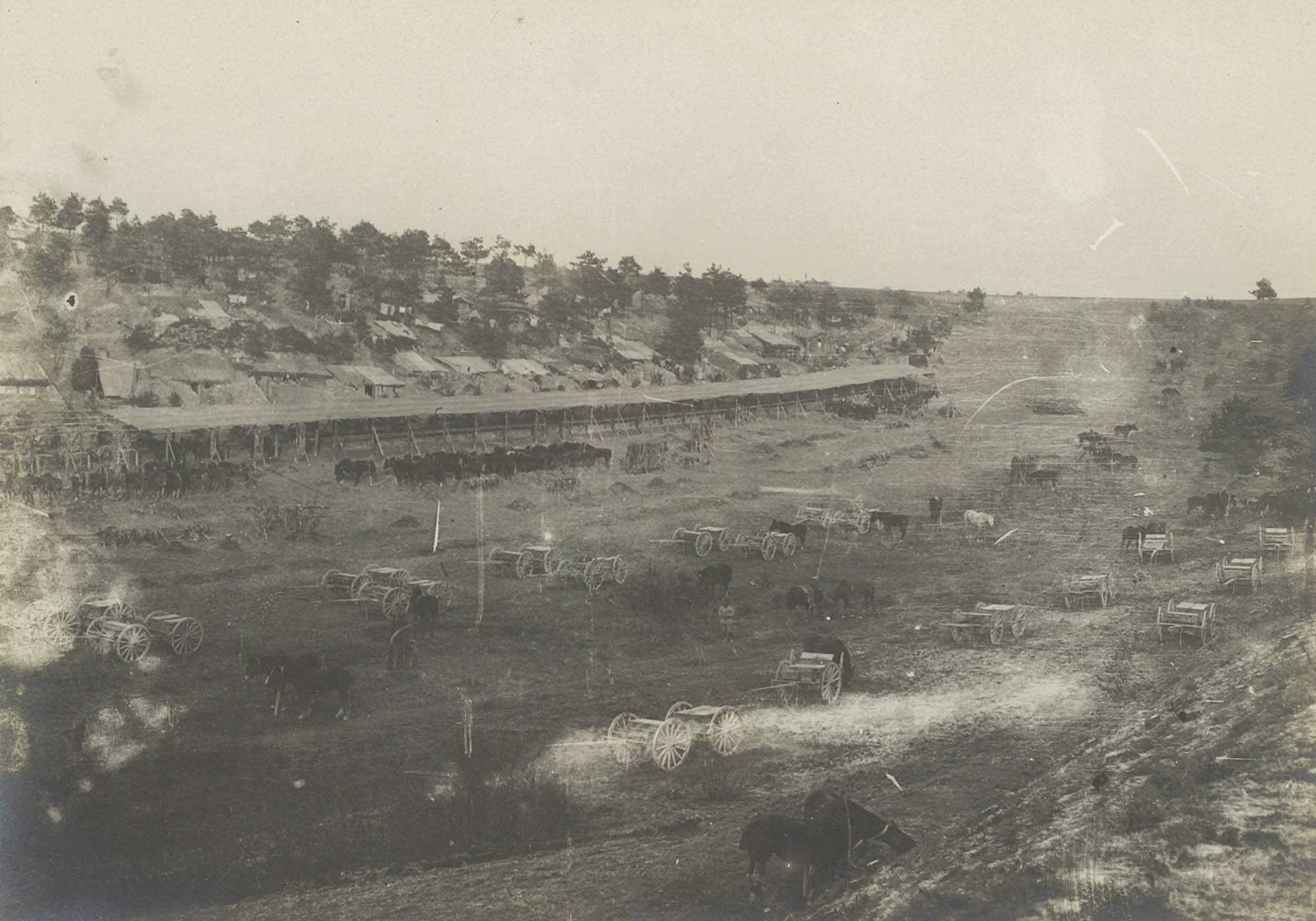
Bivouac du 8e RAC dans le ravin d'Hans, septembre 1915.

- Artois (N. Arras) du 20 avril au 8 juillet;
- Champagne du 1er septembre au 24 décembre.

#### 1916
- Lorraine (E. Nancy) du 13 février au 13 mars:
- Verdun (rive gauche) du 24 mars au 17 avril;
- La Somme (NE. Bray) du 1er juin au 15 août, puis du 17 novembre au 12 décembre.

#### 1917
- Lorraine (NE. Nancy) du 29 décembre 1916 au 16 janvier 1917;
- Chemin des Dames (N. Œuilly) du 29 mars au 12 juin;
- Woëvre (O. Flirey) du 28 juin au 6 octobre.

#### 1918
- Verdun du 29 janvier au 23 mars;
- Picardie (O. Amiens) en réserve du 28 avril au 30 mai;
- Le Matz (O. Ressons) du 6 au 13 juin,
- à l'ouest de Soissons du 19 juin au 12 août;
- au nord-est de Vic-sur-Aisne du 16 au 25 août;
- L'Ailette (Coucy) du 1 au 15 septembre;
- Flandres (Roulers) du 7 au 17 octobre;
- La Lys (Deinze) du 21 au 31 octobre;
- L'Escaut (N. Audenarde) du 3 au 11 novembre.

### Entre-deux-guerres
Avec le IIIe Groupe du 8e et deux autres groupes du 264e, il est constitué le Régiment d'Artillerie de Marche 8/264 à Mailly-le-Camp du 5 mars 1919 au 31 mai 1919. Mais le 1er juin 1919, le 8e régiment d'artillerie de campagne est recréé. Il est à Nancy, Toul et Lunéville en 1919, puis Nancy et Toul en 1920. Puis le régiment part en occupation en Allemagne.
- 1919 : occupation de la Sarre du 21 juin au 28 juillet.
- 1920 : occupation de Francfort du 3 au 30 avril.
- 1921 : occupation de Crefeld du 12 mai au 20 septembre.
- 1923-1924 : occupation de la Ruhr (Duisbourg) du 11 janvier 1923 au 26 janvier 1924.

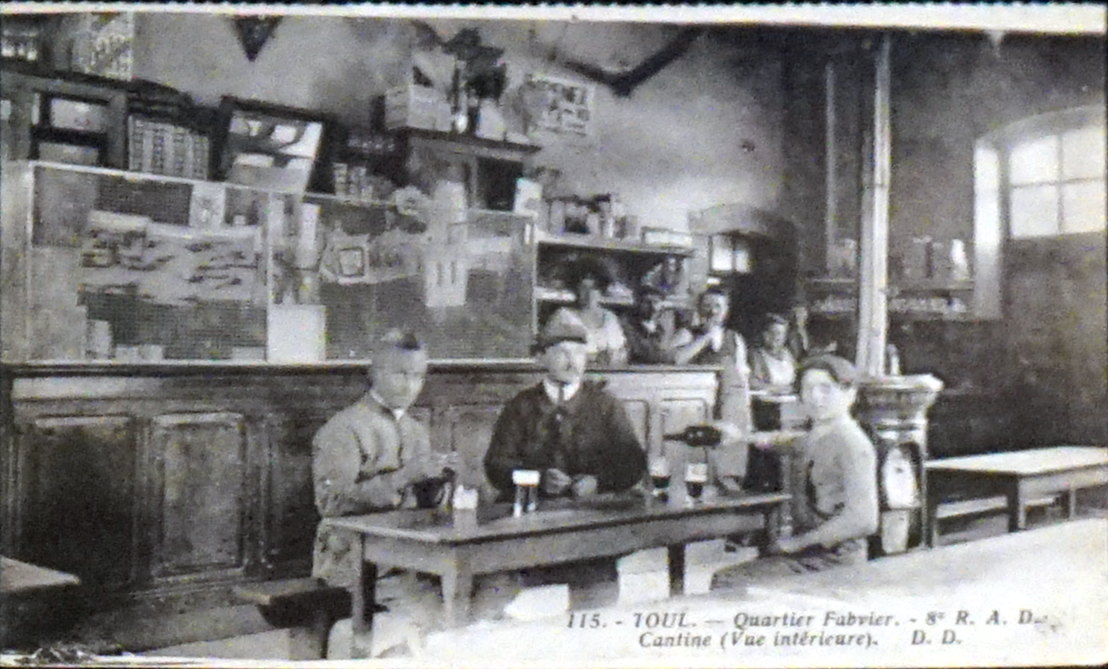
Cantine du 8e RAD dans les années 1920.

Le 1er mars 1923, le régiment devient le 8e régiment d'artillerie divisionnaire. Il stationne à Nancy de 1923 à 1940.
Ses campagnes pendant cette période :
- 1925-1927 : Syrie (2e et 4e bies) d'août 1925 à avril 1927 ; Damas ; Djebel Druze de mars à septembre 1926.la 2° Bie recevra La Croix de guerre des TOE avec palme à cette occasion et puis Ces deux batteries passent au 19e à leur retour en avril 1927.

### Seconde Guerre mondiale
Campagne 1939-1940 :

Appartient à la 11e division d'Infanterie
- 1939 : Front de Lorraine (O. Sarreguemines) du 27 août au 15 novembre; Opérations sur la Blies, forêt de la Warndt du 9 septembre au 2 octobre; Delme du 1er décembre au 26 mars 1940.
- 1940 : Sarre (E.Saint-Avold) du 30 mars au 18 mai; Front de l'Aisne (E. Compiègne) du 22 mai au 10 juin; Crépy-en-Valois du 11 au 12 juin; Retraite du Centre: canal de l'Ourq (O. Meaux) le 13 juin; La Seine (Fontainebleau) les 14 et 15 juin; La Loire (Châteauneuf) du 16 au 18 juin; Salbris le 19 juin; L'Indre le 20 juin, Nontron le 24 juin.

Il est dissous à Clermont-Ferrand en juillet 1940.
Reconstitué à Nancy le 1er janvier 1945 dans une structure à trois groupes, il est à Saint-Mihiel en avril 1945[réf. souhaitée]. Régiment non endivisionné, il dispose de douze obusiers allemands de 105 mm lFH 18 et d'une vingtaine de canons de 105 mm long modèle 1936 Schneider.
Quelques éléments participent à la fin de la campagne de mai en Allemagne[réf. nécessaire] : le 1er Groupe à Offenbourg; le 2e groupe à Rastadt puis à Emmendingen le 5 juin; de juillet à octobre le 3e groupe et l'état-major du I/8 sont à Offenbourg et Kehl. Le 17 juillet, le 2e groupe fait mouvement sur Strasbourg.

### De 1945 à 2013
- Le 15 avril 1946, le 8eRA est réduit à un Groupe, le 1/8e RA. En juin 1946, il est à Lambach, Drachenbronn, Langensoultzbach. Le 2 mai 1947, il est au quartier Drouot à Nancy.
- Le 8e RA est reconstitué le 1er avril 1949 en une batterie de commandement et 4 groupes (anciens Ier groupes des 5e, 15e, 39e et 8e régiments), au sein de la 2e division d'infanterie[3]. Du 1er avril au 1er octobre il est ainsi réparti : la batterie de commandement et le IV/8e à Nancy; le I/8e à Haguenau; le II/8e à La Fère; le III/8e à Moulins-lès-Metz, caserne Serret. Puis du 1er octobre 1949 à 1955, seul le II/8e change de garnison en s'installant à Verdun.

En mars 1955, les Ier et IIe groupes sont dissous, et le régiment est réduit à deux groupes, le Ier (ancien IIIe groupe) à Metz et le IVe à Nancy.
Il participera ensuite aux opérations en Afrique du Nord.
Il sera en Algérie de 1955 à 1963, dans l'Est constantinois, au sein de la 2e division d'infanterie motorisée. Le Ier Groupe sera ainsi déployé : Akbou (au sud-ouest de Bougie) du 11 juin au 7 octobre 1955; Guelma, Duvivier (au sud de Bône) du 8 octobre 1955 au mois de mars 1957. Il participe au Barrage sur la frontière tunisienne à Sakiet (à l'est de Souk Ahras) de mars 1957 à septembre 1962. Il est à Blandan (est de Bône) du 29 septembre au 23 octobre 1962.
Le IVe Groupe est en Grande-Kabylie (au nord-est de Tizi-Ouzou) du 26 juin au 11 octobre 1955. Puis il est à Randon, Combes (sud-est de Bône) du 13 octobre 1955 au 11 mars 1957. Il participe au Barrage sur la frontière tunisienne, au sud-est de Souk Ahras : Gambetta, Ouenza du 12 mars 1957 à novembre 1960; Souk Ahras, Aïn Zana de novembre 1960 à juillet 1962. C'est à Blandan (est de Bône) où il s'installe du 11 août 1962 au 5 octobre 1963, qu'il est transformé en 8e Groupe d'Artillerie le 1er octobre 1962. Il est à Bône-les-Salines du 6 octobre 1963 au 12 novembre 1963. À son retour en métropole, le 8e Groupe d'Artillerie est dissous le 30 novembre 1963 à Sissonne[réf. nécessaire].
- Le 8e régiment d'artillerie est recréé le 16 mai 1964 à Commercy.
- 1977 : Il est l'une des unités de la 4e division blindée à sa formation.
- 1991 : participation à la guerre du Golfe. Une section de mini-avions de reconnaissance tactique sans pilote (MART), en cours d'expérimentation au régiment, est mise sur pied dans les quelques jours qui précèdent l'action terrestre puis est acheminée sur le théâtre d'opération. La mission dure du 8 février au 1er avril 1991. Le régiment ayant été fortement sollicité pour fournir son personnel engagé à d'autres unités de la division (la 10e division blindée), il est fait appel à du personnel en provenance du 403e régiment d'artillerie de Chaumont. C'est pendant cette opération qu'est conforté le besoin en drone lent pour acquérir en temps réel le renseignement par images. Les enseignements tirés du succès de cette expérience orienteront le choix vers les drones Crécerelle qui doteront par la suite le 6e Groupe du 7e régiment d'artillerie, puis le 7e régiment d'artillerie jusqu'à sa transformation en 61e régiment d'artillerie.

Missions de paix et d'interposition sous l'égide de l'ONU en 1995 au Liban.
Le régiment professionnalise en novembre 1996 la 4e batterie qui sera suivie de la BCL, de la 1re Batterie puis du reste du régiment. Ensuite missions sous l'égide de l'OTAN en Bosnie ex-Yougoslavie) 1997, etc.
- En 1998 il fait partie de la 2e division blindée et part à Mayotte
- 1999 : il fait partie de la 7e brigade blindée

Il est au Kosovo en 1999, 2001, 2003, 2005..., en RCI (république de Côte d'Ivoire) à plusieurs reprises mais aussi au Tchad, en RCA (République de Centrafrique), à Djibouti, Au Liban avec ses AU F1, en Afghanistan... Il sert aussi dans les territoires d'outre-mer (Guyane, Réunion, Martinique, Tahiti, Nouvelle-Calédonie, Mayotte ainsi que sur les îles éparses)
Le régiment est dissous en 2013 après 229 ans de bon et loyaux services.

### Depuis 2017
Le 26 avril 2017, le général de brigade Delion, père de l'arme de l'artillerie, remet le drapeau du 8e régiment d'artillerie au groupement de recrutement et de sélection Nord-Est (GRS NE). 
Il est de nouveau stationné à Vandœuvre-lès-Nancy au quartier Drouot. En juillet 2019, il prend appellation de groupement de recrutement et de sélection Nord-Est - 8e régiment d'artillerie.
Le 1er juillet 2025, doubles appellations sont supprimées. Le GRS NE - 8e RA reprend l'appellation de groupement de recrutement et de sélection Nord-Est. Il conserve la garde de l'emblème du 8e régiment d'artillerie.

## Faits d'armes portés sur l'étendard du régiment
Il porte, cousues en lettres d'or dans ses plis, les inscriptions suivantes :
- Austerlitz 1805[10]
- Friedland 1807
- Sébastopol 1854-1855
- Solférino 1859
- Lorraine 1914
- Verdun 1916
- Soissonnais 1918
- AFN 1956/1962

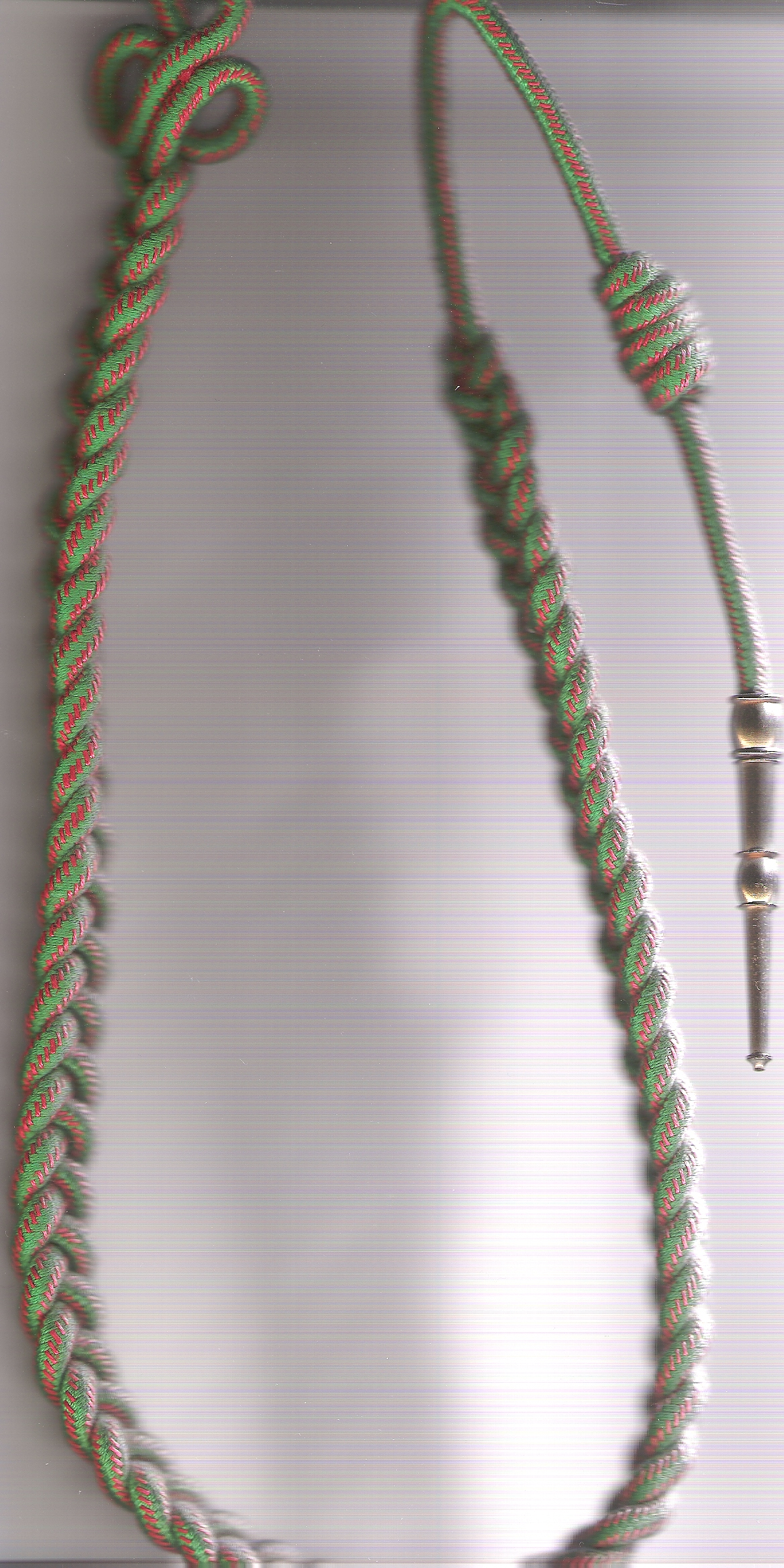
Fourragère aux couleurs du ruban de la Croix de guerre 1914-1918

Sa cravate est décorée de la croix de guerre 1914-1918 avec deux citations à l'ordre de l'armée et l'attribution de la fourragère aux couleurs du ruban de la Croix de guerre 1914-1918 (10/08/1918).

## Devise
« Alter post fulmina terror » (« l'autre terreur après la foudre »)

## Chant
"Pour la France et de bon cœur"
1er couplet :
- Pour la France et de bon cœur
- Avec panache et sans peur
- Nous saurons nous montrer dignes
- Du soleil de notre insigne.
- Le canon de Gribeauval
- De l'artillerie à cheval
- Servi par de fiers Grognards
- Fit nos premières victoires.

Refrain
- Pour la France et de bon cœur
- Combattront les artilleurs
- Du régiment d'Austerlitz
- Valeureux enfants du 8.

2e couplet :
- Pour la France et de bon cœur
- Pour la gloire et pour l'honneur
- Nous servirons nos canons
- Pour tirer à l'unisson.
- De Nancy à Commercy
- Ils vaincront pour la Patrie
- Et la gloire de l'étendard
- Éternelle en leur mémoire.

## Insigne du8erégimentd’artillerie

### Héraldique
Anneau d'argent portant en chef l'inscription « Austerlitz ». Un soleil d'or broche le tout.
histoire-collection.com

## Personnalités célèbres ayant servi au8eRA
- chef de bataillon Henri Marie Lenoury en avril 1802
- Maréchal de camp Caron (major du 8e d'artillerie le 10 septembre 1807, il revient en 1813 comme chef de corps).
- Maréchal Joffre, sous-lieutenant au 8e RA en 1870.
- Jacques Cariou, triple médaillé en équitation aux Jeux olympiques de 1912, lieutenant au 8e RA de 1900 à 1902[11].
- Général Yves Crene, ancien commandant du 8e RA, chef d'état-major de l'Armée de terre du 20 janvier 1999 au 30 août 2002.
- Colonel Arnaud Beltrame 1973-2018, Officier de gendarmerie mort pour le service de la nation le 24 mars 2018 à la suite de l'attentat terroriste de Trèbes.

## Le régiment avant sa dissolution en 2013

### Missions
Régiment d'artillerie de la 7e brigade blindée, le 8e RA est chargé de l’appui feu des unités en cours d'action.
Il doit pouvoir être engagé dans des actions très diverses allant de l'engagement total et massif contre un ennemi blindé et mécanisé en Centre Europe, à l'envoi de modules artillerie sur des théâtres d'opérations extérieures ou à des actions humanitaires et de maintien de la paix dans le monde.

### Composition
- 4 batteries de tir.
- 1 batterie de commandement et de logistique.
- 1 batterie d'administration et de soutien.
- 1 batterie de réservistes (B5).
- 1 batterie de renseignement.

### Matériels
- Canons de 155 mm AUF1
- Mortiers de 120 mm
- Canons AA de 20 mm
- AMX-10P (VOA) véhicules d'observation de l'artillerie
- VAB équipés de matériels spécifiques, pour les besoins topographiques (VIT) et pour la transmission de données (ATLAS)
- Peugeot P4
- TRM 2000
- TRM 10000
Camions citerne.

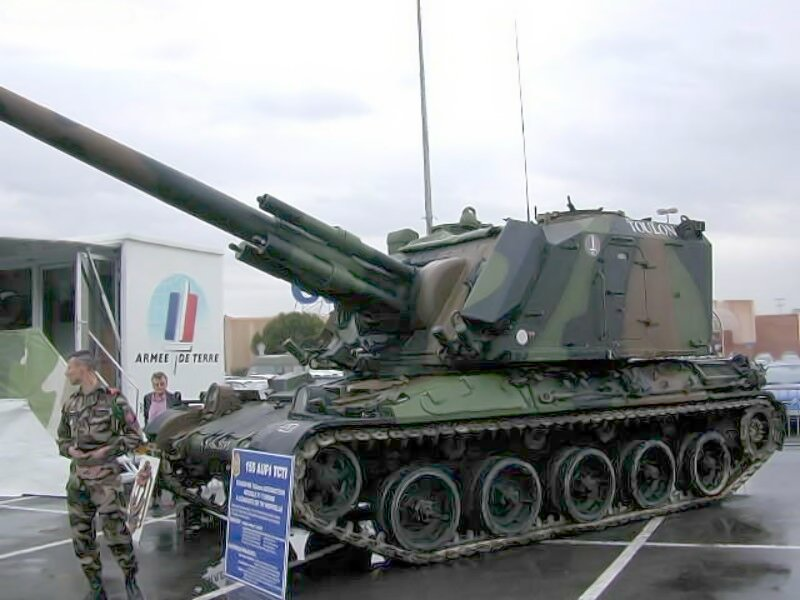
Canon Auf1.
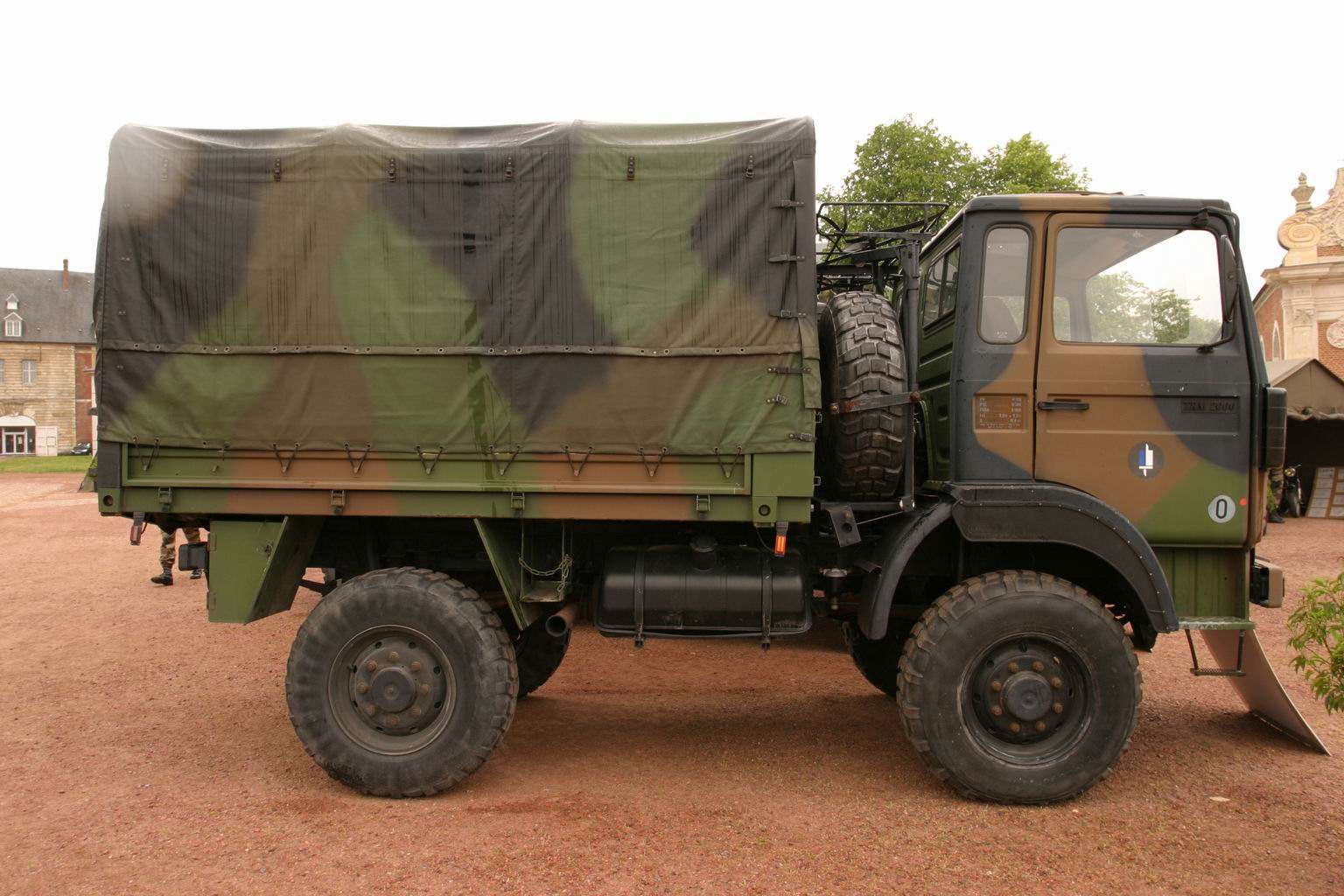
Camion TRM-2000.
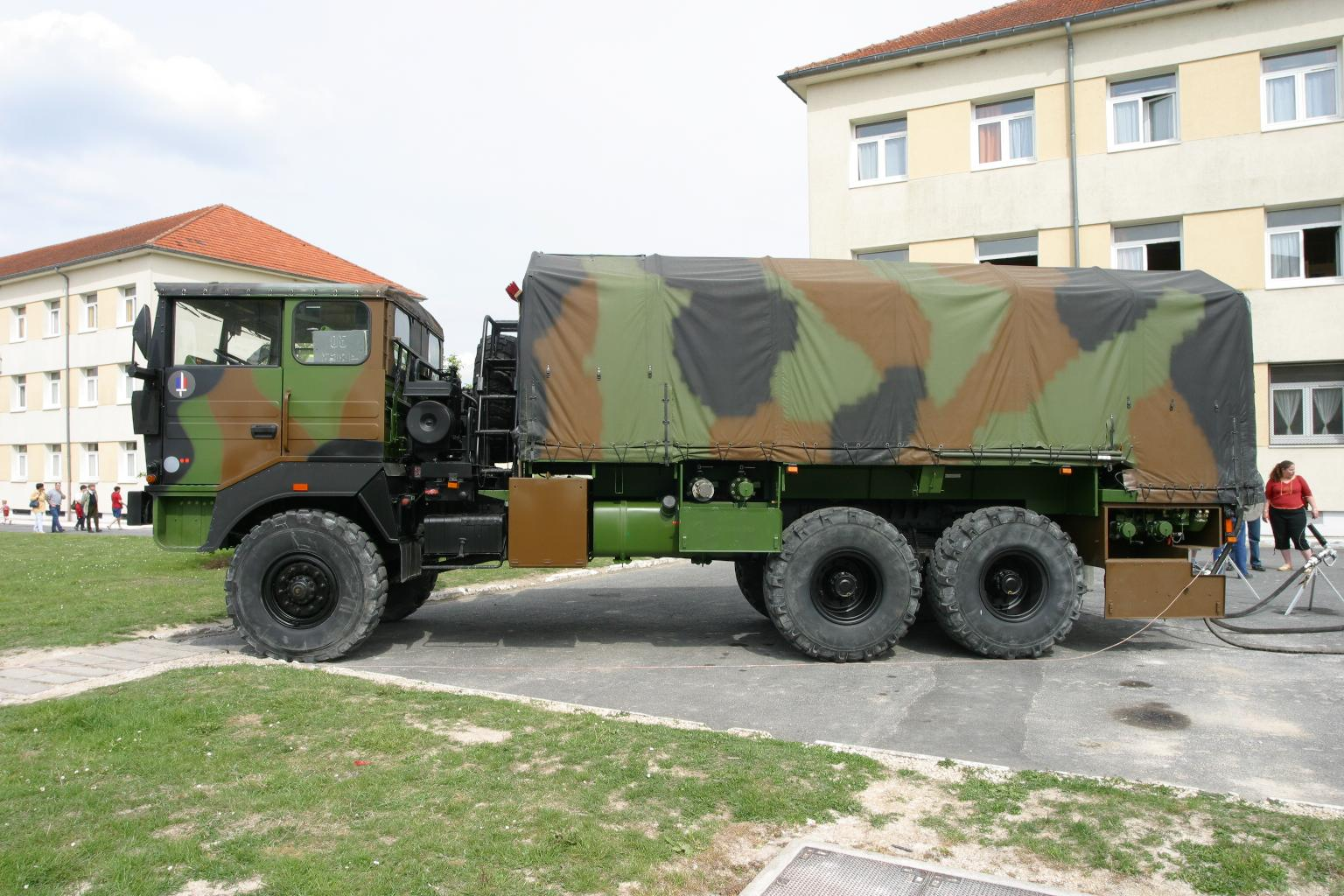
Camion TRM-10000 citerne.
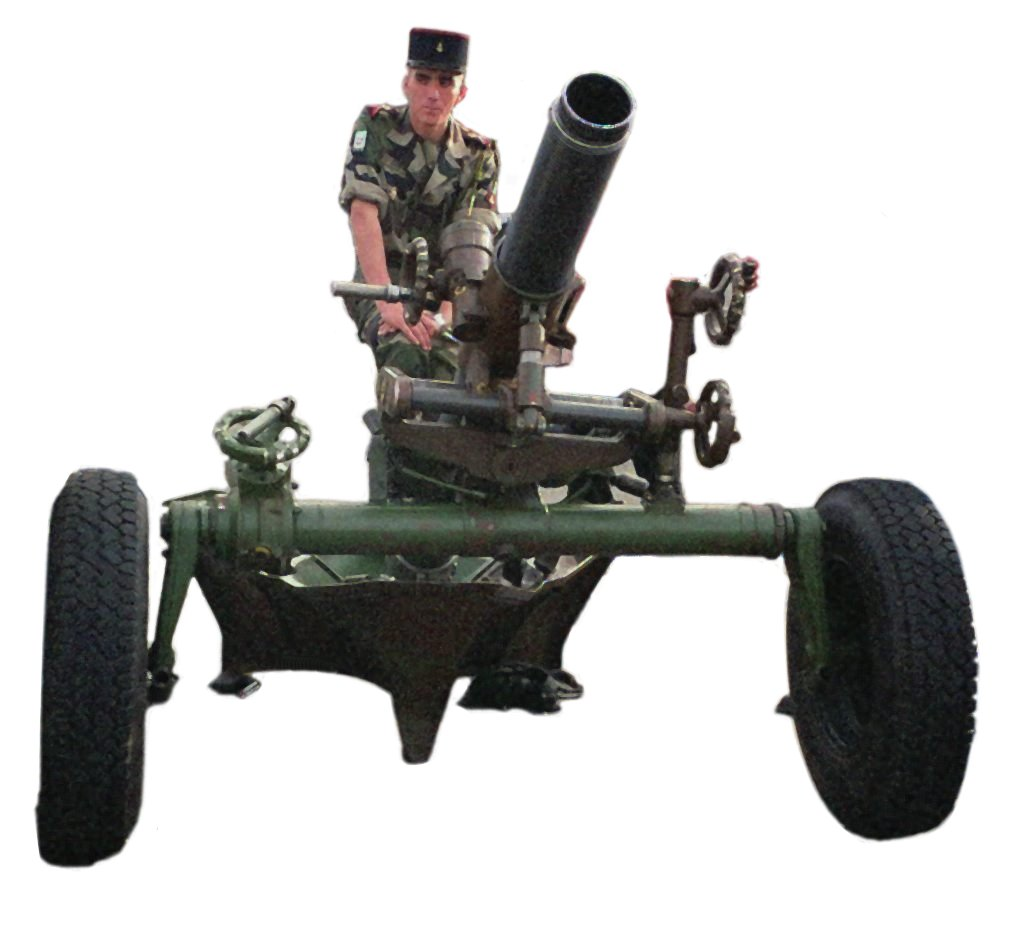
Mortier français de 120 mm

## Sources et bibliographie
- Louis Susane : Histoire de l'artillerie Française
- Pierre Montagnon : Histoire de l'armée française
- Historique des corps de troupes de l'armée française (1569-1900)
- Campagne 1914-1918. Historique du 8e régiment d'artillerie, Paris, Chapelot, 63 p., lire en ligne sur Gallica.
- Historique du 8e Régiment d’Artillerie
- Maurice Loir, Au drapeau ! Récits militaires extraits des mémoires de G. Bussière et E. Legouis, du Cte de Ségur, du maréchal Masséna, du général Vte de Pelleport,... et des journaux, 1897, 312 p. (lire en ligne), p. 297 et suivantes